# Robert Coin
Robert Coin, (1901 - 2007) fue un escultor francés nacido en Lille.

## Datos biográficos
Segundo Gran Premio de Roma, Robert Coin ha hecho muchas estatuas del espacio público en Lille. Él es el autor de un monumento conmemorativo de la defensa nacional en 1870 en Lille (versión de 1933, el anterior monumento fue destruido), un homenaje conmemorativo a los antiguos alcaldes de esa ciudad, Roger Salengro y Gustave Delory, y la fachada de la Voix du Nord , en la Grand Place de Lille. Es también el autor de varias estatuas de la Basílica de Santa Teresa de Lisieux. 

## Obras
Entre las mejores y más conocidas obras de Robert Coin se incluyen las siguientes:
Estatuas públicas en Lille
- monumento conmemorativo de la defensa nacional en 1870 (versión de 1933, el anterior monumento fue destruido)

- homenaje conmemorativo a los antiguos alcaldes de esa ciudad, Roger Salengro y Gustave Delory

- la fachada de la Voix du Nord , en la Grand Place de Lille.

Otros emplazamientos
- estatuas de la Basílica de Santa Teresa de Lisieux.